# Salavert
Salavert és una masia de Santa Cecília de Voltregà (Osona) inclosa a l'Inventari del Patrimoni Arquitectònic de Catalunya.

## Descripció
Casa d'un sol cos i de planta quadrada, amb dos pisos i planta baixa, amb obertures d'arc de mig punt amb dovelles de pedra a l'entrada i coberta a doble vessant.

## Història
Correspon a la tipologia de masos més corrent de Santa Cecília, al instal·lar-s'hi les generacions joves de pagesos i adaptar l'antiga estructura dels segles XVII i SVIII a les noves comoditats del segle xx. Malgrat tot, conserva els elements arquitectònics antics i amplien la casa a partir de les primitives estructures.
Actualment a Santa Cecília s'hi estableixen molts dels joves provinents dels propers nuclis urbans, buscant la tranquil·litat del camp i les possibilitats agrícoles.